# Berlin-Lichterfelde
Berlin-Lichterfelde is een stadsdeel van Steglitz-Zehlendorf, een district van de Duitse hoofdstad Berlijn. In 2023 waren er bijna 86.000 inwoners.

## Geschiedenis
Het dorp werd in de eerste helft van de 13de eeuw (rond 1230) gesticht door kolonisten, vermoedelijk door Vlaamse kolonisten. Dit is terug te vinden in de plaatsnaam, die terug te voeren is op West-Vlaams lichtervelde (zoals bijvoorbeeld Lichtervelde in Vlaanderen). Lichterfelde werd aangelegd als een wegdorp, met een dorpskerk aan de brink, die beschouwd wordt als de stichting van de Tempeliers.
Honderden jarenlang bleef Lichterfelde landelijk. In 1865 verwierf ondernemer Johann Anton Wilhelm von Carstenn de landgoeden Giesensdorf en Lichterfelde met hun zware schuldenlast om op deze grond de villakolonie Lichterfelde te stichten, waar zich vervolgens financieel sterke burgers, middelbare en hogere ambtenaren en veel officieren van het Königlich Preußische Hauptkadettenanstalt vestigden.
.

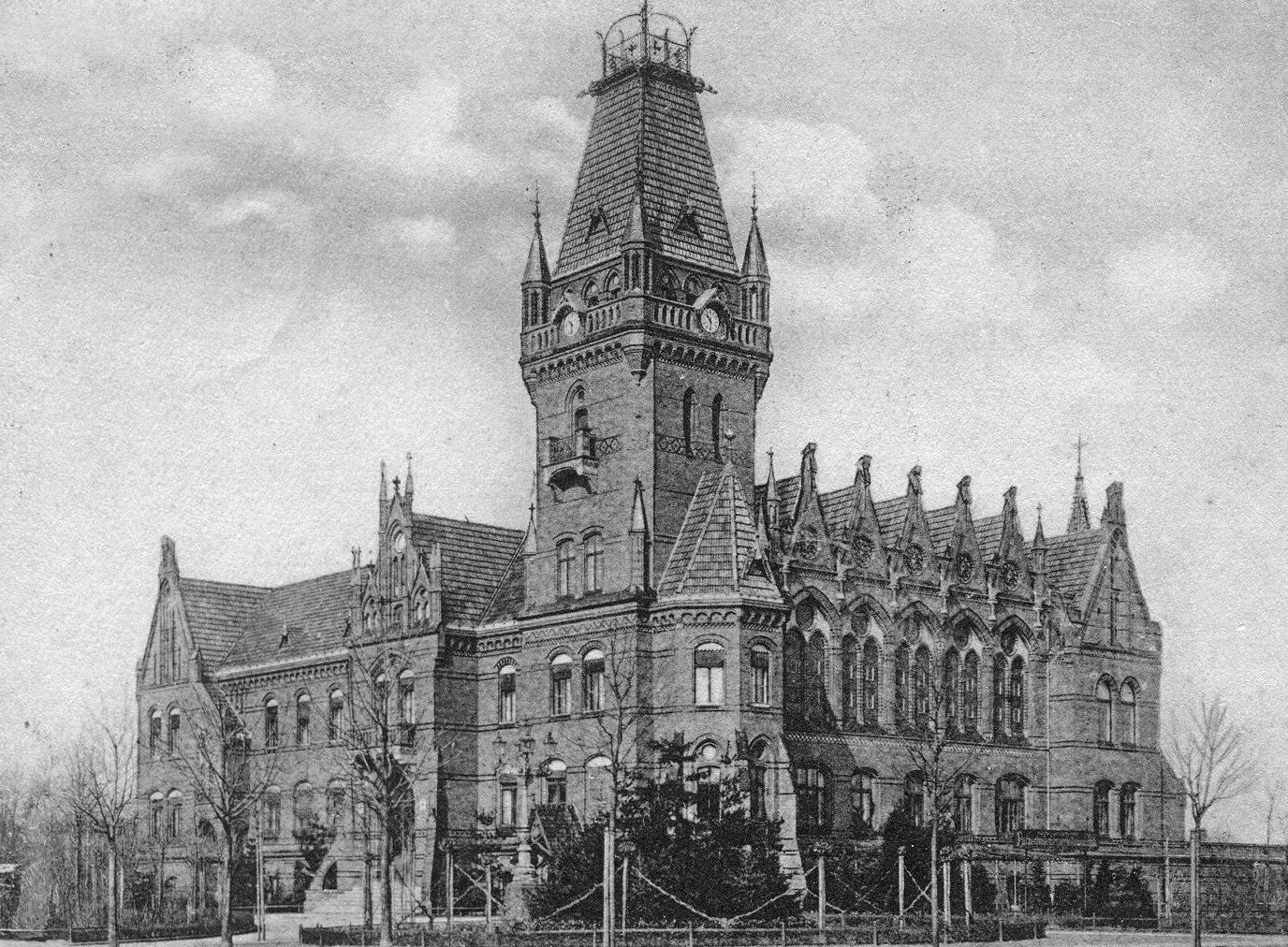
Het in 1894 gebouwde raadhuis

In 1877/1878 fuseerden de Lichterfelde en Giesensdorf tot de gemeente Groß-Lichterfelde. Reeds in 1894 bouwde de nieuwe gemeente een nieuw raadhuis. Dit werd na de Tweede Wereldoorlog afgebroken omdat het verwoest was. Deze gemeente nam in 1912 de naam Berlin-Lichterfelde aan. 
In 1920 werd Lichterfelde deel van Groot-Berlijn en werd onderdeel van het district Steglitz. Bij de herindeling van 1938 werden een aantal districtsgrenzen recht getrokken waardoor een oostelijk deel van Zehlendorf nu bij Lichterfelde gevoegd werd.

## Bezienswaardigheden
Lichterfelde heeft een aantal bezienswaardigheden van bovenregionaal belang. Daartoe behoren de grotendeels bewaard gebleven tuinstad met talrijke architectonische monumenten en de getuigenissen van de industriële cultuur (Teltowkanaal, Lilienthals Fliegeberg, 's werelds eerste tramhalte bij station Lichterfelde Ost, historische gasstraatverlichting, de oudste reclamezuilen ter wereld). De botanische tuin is een van de grootste van Europa.

### Gebouwen
- Villa Kolonie Lichterfelde
- Gutshaus Lichterfelde met Schlosspark, voormalig landhuis van de oprichter van de villakolonie von Carstenn met beschermd park aan de Hindenburgdamm (ook bekend als Carstenn-Schlösschen). Het oorspronkelijke interieur is verwoest, maar delen van de tuinen zijn bewaard gebleven en kunnen worden bezocht.
- Huurhuizen op Hindenburgdamm 127/128.
- Villa Holzhüter
- Huis Emisch
- Instituut voor Hygiëne en Milieugeneeskunde
- Onderzoekscentrum voor Experimentele Geneeskunde
- Charité Campus Benjamin Franklin

### Monumenten
- Fliegeberg en Otto Lilienthal-monument in Lichterfelde-Zuid
- Otto Lilienthal-monument aan het Teltowkanaal
- Buste van Ignaz Semmelweis, Hindenburgdamm 30 (voor de hoofdingang van het Benjamin Franklin Hospital)

### Musea en culturele instellingen
- Steglitz Museum
- Achim Freyer Collectie
- Villa Folke Bernadotte
- Instituut voor Hedendaagse Geschiedenis
- Botanisch Museum Berlijn-Dahlem|Botanisch Museum

### Zonen en dochters uit de buurt
- Eduard Spranger (1882-1963), pedagoog en universitair docent
- Rolf Johannesson (1900-1989), schout-bij-nacht van de Duitse marine
- Klaus Tellenbach (1902-1985), advocaat
- Peter Huchel (1903-1981), schrijver
- Bully Buhlan (1924-1982), zanger
- Nils Seethaler (* 1981), cultureel antropoloog

## Verkeer
Op 16 mei 1881 reed de eerste elektrische tram ter wereld in Lichterfelde. Er zijn vijf stations die bediend worden door de S-Bahn; Lichterfelde Ost, Lichterfelde West, Botanischer Garten, Osdorfer Straße en Lichterfelde-Süd. 

## Sport
Het Stadion Lichterfelde is de thuishaven van FC Viktoria 1889 Berlin. Deze fusieclub ontstond in 2013, daarvoor speelde LFC Berlin in het stadion.
Dahlem ·
Lankwitz ·
Lichterfelde ·
Nikolassee ·
Schlachtensee ·
Steglitz ·
Wannsee ·
Zehlendorf